# Quận Colorado, Texas
Quận Colorado (tiếng Anh: Colorado County) là một quận trong tiểu bang Texas, Hoa Kỳ. Quận lỵ đóng ở thành phố Columbus6. Colorado được đặt tên theo sông Colorado của Texas.

## Thông tin nhân khẩu
Theo điều tra dân số 2 năm 2000, quận này đã có dân số 20.390 người, 7.641 hộ, và 5.402 gia đình sống trong quận. Mật độ dân số là 21 người cho mỗi dặm vuông (8/km ²). Có 9.431 đơn vị nhà ở với mật độ trung bình là 10 cho mỗi dặm vuông (4/km ²). Cơ cấu chủng tộc của dân cư trong quận gồm 72,79% người da trắng, 14,80% da đen hay Mỹ gốc Phi, 0,37% người Mỹ bản xứ, 0,21% người châu Á, 0,02% người đảo Thái Bình Dương, 10,04% từ các chủng tộc khác, và 1,78% từ hai hoặc nhiều chủng tộc. 19,74% dân số là người Hispanic hay Latino thuộc chủng tộc nào.
Có 7.641 hộ, trong đó 31,10% có trẻ em dưới 18 tuổi sống chung với họ, 56,30% là các cặp vợ chồng sống với nhau, 10,90% có chủ hộ là nữ không có mặt chồng, và 29,30% là không lập gia đình. 26,20% của tất cả các hộ gia đình đã được tạo thành từ các cá nhân và 14,40% có người sống một mình 65 tuổi trở lên. Bình quân mỗi hộ là 2,56 và cỡ gia đình trung bình là 3,08.
Trong quận, độ tuổi dân cư quận gồm 25,60% ở độ tuổi dưới 18, 8,90% 18-24, 23,80% 25-44, 23,10% 45-64, và 18,60% người 65 tuổi trở lên. Tuổi trung bình là 39 năm. Cứ mỗi 100 nữ có 95,30 nam giới. Cứ mỗi 100 nữ 18 tuổi trở lên, đã có 92,40 nam giới.
Thu nhập trung bình cho một hộ gia đình trong quận đã được $ 32.425, và thu nhập trung bình cho một gia đình là 41.388 USD. Nam giới có thu nhập trung bình 30.063 USD so với 20.014 USD cho phái nữ. Thu nhập trên đầu cho các quận được $ 16,910. Giới 12,30% gia đình và 16,20% dân số sống dưới mức nghèo khổ, trong đó có 21,00% những người dưới 18 tuổi và 15,80% có độ tuổi từ 65 trở lên.